# NGC 1741
NGC 1741 là một cặp thiên hà tương tác xa (NGC 1741A và NGC 1741B) trong chòm sao Ba Giang. Nó được phát hiện vào ngày 6 tháng 1 năm 1878 bởi nhà thiên văn học người Pháp Édouard Stephan. Do sự va chạm, các thiên hà đang trong giai đoạn sao nhanh.  Các thiên hà được phân loại là các thiên hà Wolf Rayet do hàm lượng cao các ngôi sao Wolfet Rayet quý hiếm.
Cặp thiên hà xoắn ốc này được tạo thành từ PGC 16570 (NGC 1741B) và PGC 16574 (NGC 1741A). Cặp này là một phần của danh mục Halton Arp với tên Arp 259 và Hickson Compact Group là HCG 31A (NGC 1741A) và HCG 31B (NGC 1741B).